# Международная коммуникация
Международная коммуникация — практика коммуникации, которая осуществляется через государственные границы. Необходимость в международной коммуникации возникла в связи с растущим влиянием глобализации. Как область исследований, международная коммуникация посвящена взаимодействиям масштабов «правительство — правительству», «бизнес — бизнесу» и «люди — людям» на глобальном уровне. Международная коммуникация охватывает «политические, экономические, социальные, культурные и военные проблемы».

## Исторический контекст

### Коммуникация и империя
Эффективные коммуникационные сети сыграли решающую роль в установлении международной торговли и власти древних империй. Размах империи можно использовать в качестве «индикатора эффективности коммуникации». Древние империи, такие как Рим, Персия и Китай, использовали письменность для сбора информации и ее распространения, создавая огромные почтовые и административные системы. Уже в XV веке новости распространялись в Европе, пересекая границы. Венецианские торговцы пшеницей, торговцы серебром из Антверпена, купцы из Нюрнберга и их торговые партнеры обменивались экономическими бюллетенями и создавали общие ценности и убеждения в отношении прав на капитал.

### Появление телеграфа и пространственно-временное сжатие
В 1837 году Сэмюэл Морзе изобрел телеграф. Благодаря скорости и надежности передачи информации телеграф предоставил возможности как для военной экспансии, так и для экспансии капитала. Как показано в таблице 1.1, создание кабельного оборудования обозначило глобальный миропорядок в конце девятнадцатого и начале двадцатого веков.
Таблица 1.1 Прокладка кабелей по всему миру
|                                  | 1892       | 1892            | 1923       | 1923            |
| -------------------------------- | ---------- | --------------- | ---------- | --------------- |
|                                  | длина (км) | доля в мире (%) | длина (км) | доля в мире (%) |
| Британская империя               | 163,619    | 66.3            | 297,802    | 50.5            |
| Соединенные Штаты                | 38,986     | 15.8            | 142,621    | 24.2            |
| Французская колониальная империя | 21,859     | 8.9             | 64,933     | 11.0            |
| Дания                            | 13,201     | 5.3             | 15,590     | 2.6             |
| Другие                           | 9206       | 3.7             | 68,282     | 11.7            |
| Все кабели в мире                | 246,871    | 100.0           | 589,228    | 100.0           |

### Эра новостных агентств
Газетная индустрия и международные телеграфные сети взаимно поддерживали друг друга. Поскольку в XIX веке предложение и спрос на газетную промышленность быстро росли, появились информационные агентства. Французское информационное агентство Havas было основано в 1835, немецкое агентство Wolffs Telegraphisches Bureau в 1849, британское Reuters в 1851. Три этих европейских агентства, которые начали действовать на международном уровне, получили субсидии от своих правительств.

### Радиовещание
После первых радиопередач человеческого голоса в 1902 году западные страны воспользовались возможностями радиосвязи. Но два механизма радиовещания были совершенно разными. В США Закон о радио 1927 г. подтвердил статус радио, как коммерческого предприятия, финансируемого рекламой, а в Великобритании в том же году была учреждена общественная вещательная корпорация Би-би-си. В годы Первой мировой войны и Второй мировой войны радиовещание играло важную роль как в управлении национальным общественным мнением, так и в международной внешнеполитической пропаганде за рубежом. Даже позже, во времена холодной войны международная коммуникация, в которой преобладало радио, все еще находила отражение в пропагандистских идеологиях соответствующих стран. Яркий пример — радио Голос Америки, которое создало глобальную систему для распространения идей «американской мечты» среди своей международной аудитории.

### Потребность в новом коммуникационном порядке
С момента официального окончания холодной войны в 1990 году, когда напряженные отношения сверхдержав прекратились с распадом Советского Союза, и появились страны третьего мира, неравномерно развитого коммуникационного порядка больше не может быть. Третий мир потребовал прекращения его маргинального коммуникационного статуса. В особенности теперь, в эпоху, когда международная коммуникация вступила в информационную эру, а «конвергенция телекоммуникаций и вычислительной техники и способность передавать через Интернет все виды данных — изображения, слова, звуки — произвели революцию в международном обмене информацией».

### Соображения, касающиеся международной коммуникации
При международном общении важно принимать во внимание культуру. Хотя английский язык стал языком ведения бизнеса, многие компании не понимают, что используемый язык не определяет, как ведется бизнес. Поэтому важно понимать, что межкультурная и международная коммуникация взаимосвязаны.
Для туриста может быть приемлемым сохранение культурных норм его родной страны при посещении другой, хотя попытка адаптироваться и была бы оценена положительно. Однако при ведении бизнеса важно признавать культурные различия, особенно при общении. На рубеже веков было проведено большое количество исследований, основанных на потребностях тех, кто выезжает за рубеж для продажи продуктов или услуг. В список исследователей входят Хофстеде, 1991; Сторти, 1994; Ансари и Джексон, 1995; Кушнер и Брислин, 1996; Адлер, 1997; Мид, 1998; и Маркс, 1999. Из них исследование Гибсона — важный источник информации для профессиональных бизнесменов, заинтересованных в успешной международной деятельности.
Независимо от причины, по которой осуществляется международное общение, важно понимать, что международное коммуникация не ограничивается языком, на котором говорят ее участники.

## Сфера охвата и подходы международных исследований в области коммуникации
Международная коммуникация в современном обществе широко распространена и многослойна, однако она не рассматривается в качестве отдельной академической дисциплины из-за ее пересечения с другими дисциплинами. Международная коммуникация — это «скорее тема, чем дисциплина», а исследования в области международной коммуникации — это скорее способ «организации исследований».
Джон Д. Х. Даунинг предложил десять категорий, в рамках которых следует осуществлять международную коммуникацию:
1. теории международной коммуникации
2. основные международные коммуникационные процессы
3. глобальные медиакомпании
4. глобальная политика в области медиа
5. глобальные новостные потоки
6. мировой кинематограф
7. коммуникация развития
8. Интернет
9. законы об интеллектуальной собственности
10. не-гегемонистские коммуникационные потоки[13]

Мехди Семати перечислил широкий круг субъектов исследования международной коммуникации, который включает, помимо прочего, следующее:
- Коммуникация и развитие(коммуникация в целях развития)
- Трансфер технологий
- Журналистика развития
- Теория модернизации
- Теории зависимостей
- Нация, национализм и национальная культура
- Государство, национальное государство и суверенитет
- Международные отношения и коммуникация
- Глобальный коммуникативный доступ
- Культурный империализм
- Империализм медиа
- Транснациональные корпорации, транснациональные медиакорпорации
- Международные организации и коммуникация
- Международное телерадиовещание
- Вещание и пропаганда
- Теории печати
- Свободный обмен информацией
- Международный трафик медиаконтента
- Глобальный новостной поток
- Международные информационные агентства
- Трансграничный поток обмена данными
- Международная технология (теле) коммуникации
- Международная политика и регулирование в области (теле) коммуникации
- Исследование межкультурного восприятия медиа
- Глобализация

Хамид Моулана заявил о четырех ключевых взаимосвязанных подходах к международной коммуникации:
1. идеалистически-гуманистический
2. прозелитизм
3. экономический
4. политический[8]

Одним из наиболее очевидных проявлений международной коммуникации является международная журналистика, когда СМИ одной страны освещают новости другой. Но, кроме журналистики, международная коммуникация происходит и в других областях (культура, технологии, наука), и распространяющуюся информацию можно разделить на различные категории, такие как культура (музыка, фильмы, спорт, телепередачи из одной страны в другую), наука (научные работы, опубликованные за рубежом, научный обмен или сотрудничество) и разведка (доклады дипломатии, международный шпионаж и т. д.).
Как правило, изучение международной коммуникации включает глубокое внимание к распространению новостей между различными странами (и возникающему в результате этого дисбалансу, который вытекает из концепции потока новостей), влиянию медиаорганизаций (таких как конгломераты и информационные агентства), таким вопросам, как культурный империализм и медиаимпериализм, и политической роли международного сотрудничества в укреплении индустрии СМИ (и общества в целом) в данном регионе, как это предлагается коммуникацией развития.
В число известных ученых в области международной коммуникации входят Вилбур Шрамм, Итиэль де Сола Пул, Йохан Галтунг, Роберт Стивенсон, Джереми Тунсталл, Аннабель Среберни. International Communication Gazette и Journal of International Communication представляют собой авторитетные журналы в этой области.

## Развитие
Вторая мировая война послужила катализатором международной коммуникации. Аналитические инструменты для коммуникационных исследований используются для мобилизации внутренней поддержки войны обществом, понимания пропаганды противника и разработки методов психологической войны с целью оказания влияния на моральный дух и мнения союзников и врагов. Фонд Рокфеллера ежемесячно созывал и финансировал коммуникационные семинары в штаб-квартире в Нью-Йорке с 1939 по 1940 год. Первоначальная цель заключалась в том, чтобы собрать вместе ведущих ученых, заинтересованных в коммуникации, включая Лассуэла и Лазарсфельда, для выработки теоретических рекомендаций в отношении будущих исследований в этой области.

#### Развитие коммуникационных технологий
Можно сказать, что развитие средств массовой информации — это независимые средства массовой информации, созданные в переходный период в результате вмешательства частного сектора посредством международного вмешательства.
Новые медиа: Интернет и беспроводные технологии.

##### Развитие коммуникационных технологий auf Deutsch
Die Rolle der Massenmedien in unserem heutigen Leben ist sehr gross. Ohne Massenmedien kann die moderne menschliche Gesellschaft überhaupt nicht auskommen. Unter Massenmedien versteht man Rundfunk, Fernsehen, Internet und Presse.Das wichtigste Massenmedium von heute ist das Fernsehen, weil Fernsehsendungen von vielen Milliarden Menschen unseres Planeten täglich angeschaut werden. Im Fernsehen werden aktuelle Reportagen und Nachrichten, Diskussionen und Shows, Unterhaltungs- und Sportsendungen, populärwissenschaftliche und Lernprogramme für Kinder und Erwachsene übertragen.Der zweite Platz unter den Massenmedien gehört dem Rundfunk. Hier gilt das Motto „Was nicht gesehen werden kann, kann gehört werden". Aus diesem Grund wird im Radio die grösste Aufmerksamkeit der Musik, den Nachrichten, dem Wetterbericht und ähnlichen Sachen gewidmet.Die moderne Presse ist das älteste Massenmedium und ist von zahlreichen Zeitungen, Zeitschriften und sonstigen Druckschriften vertreten. In der Presse werden die aktuellsten Probleme des politischen, wirtschaftlichen, kulturellen, sozialen und wissenschaftlichen Lebens erläutert.Sehr schnell wächst heute die Bedeutung von Internet und sein Einfluss auf unser Leben. Unsere Existenz kann heutzutage ohne Internet kaum vorgestellt werden. Im Internet kann man alle möglichen Bücher und Informationen finden, beliebige Lebensmittel und Waren kaufen, Tickets und Reisen buchen und kaufen, Musik und Filme downloaden, Dienstleistungen und Waren anbieten oder kaufen, Nachrichten und Artikel lesen, sich an diversen Foren und Blogs beteiligen etc. Über Internet kann man Briefe verschicken, Daten übergeben, Telefongespräche führen und viele sonstige nützliche Sachen erledigen.